# 细柄半枫荷
细柄半枫荷（学名：Semiliquidambar chingii）为金缕梅科半枫荷属下的一个种。